# Marco Zanon

a Compétitions nationales et continentales officielles uniquement.

b Matchs officiels uniquement.
Dernière mise à jour le 16 mai 2025.
Marco Zanon, né le 3 octobre 1997 à Bassano del Grappa (Italie), est un joueur international italien de rugby à XV jouant au poste de centre au Benetton Trévise. 
Il n'a pas de lien de parenté avec l'international azzurro Gianni Zanon, qui l'a pour autant tout de même entraîné à Trévise.

## Biographie

### En club
Marco Zanon débute le rugby avec le club de Bassano, avant de rejoindre en 2012 les U16 du Benetton Trévise,.
Entre 2015 et 2017, il évolue avec le club de Mogliano Rugby dans le championnat italien avant de rejoindre en 2017 en cours de saison le Benetton Trévise. Il aura disputé 34 matches et inscrit 7 essais avec Mogliano.
En mars 2022, il quitte l'Italie pour rejoindre le Top 14 et la Section paloise en tant que joker médical d'Eliott Roudil jusqu'à la fin de la saison 2021-2022,. Il aura disputé 45 matches et inscrit 3 essais entre 2017 et 2022 avec Trévise. Il dispute son premier match face à l'USA Perpignan en tant que titulaire lors de la 21e journée de Top 14. Il quitte le club palois à l'issue de la saison 2021-2022 après avoir participé à seulement trois rencontres,.
En juin 2022, il se réengage avec le Benetton Trévise pour deux saisons jusqu'en juin 2024. Pour sa saison de retour, il dispute 15 matchs de championnats et 3 matchs de Challenge Cup. En avril 2024, il prolonge son contrat avec Trévise pour deux saisons supplémentaires, soit jusqu'en 2026.

### En sélection nationale
Marco Zanon participe en 2016 et 2017 aux Championnats du monde des moins de 20 ans et aux tournois des Six Nations des moins de 20 ans avec l'équipe d'Italie des moins de 20 ans. En deux ans, il dispute 17 matches et inscrit 3 essais.
Il obtient sa première sélection avec l'équipe d'Italie le 16 mars 2019 contre la France, dans le cadre du Tournoi des Six Nations,.
Retenu dans le groupe italien élargi préparant la Coupe du monde 2019, il n'est finalement pas sélectionné dans le groupe définitif.
En mars 2022, il participe à la victoire historique de l'équipe d'Italie au Principality Stadium de Cardiff face au pays de Galles (21 à 22) lors du dernier match du Tournoi des Six Nations 2022.
En janvier 2024, il est convoqué pour le Tournoi des Six Nations.

## Vie privée
Marco Zanon est en couple avec l'athlète italienne Ottavia Cestonaro. En mars 2022, à l'issue du match Italie-Ecosse du Tournoi des Six Nations 2022, il la demande en mariage devant tous ses coéquipiers.

## Palmarès
- Vainqueur du Pro14 Rainbow Cup en 2021 avec le Benetton Trévise

## Statistiques internationales
| Année | Compétition                 | Matchs | Points | Essais |
| ----- | --------------------------- | ------ | ------ | ------ |
| 2019  | Six Nations                 | 1      | -      | -      |
| 2020  | Coupe d'automne des nations | 3      | 5      | 1      |
| 2021  | Six Nations                 | 2      | -      | -      |
| 2021  | Tests internationaux        | 1      | -      | -      |
| 2022  | Six Nations                 | 5      | -      | -      |
| 2022  | Tests internationaux        | 3      | 5      | 1      |
| 2023  | Six Nations                 | 1      | -      | -      |
| 2024  | Tests internationaux        | 3      | -      | -      |
| Total | Total                       | 19     | 10     | 2      |